# Oliver Daedlow
Oliver Daedlow (* 29. Juni 2000 in Neubrandenburg) ist ein deutscher Fußballspieler. Er steht beim Greifswalder FC unter Vertrag.

## Werdegang
Daedlow spielte bis zur B-Jugend in seiner Heimatstadt beim 1. FC Neubrandenburg 04, ehe er 2016 zu Hansa Rostock, dem größten Verein des Bundeslandes wechselte. Hier spielte er in seinem ersten Jahr in der Bundesliga, aus der die Mannschaft am Ende der Saison als Tabellenzwölfter absteigen musste. Der Mittelfeldspieler kam dabei in 14 von 22 Spielen zum Einsatz, in denen er auch zu einem Torerfolg kam. In den beiden folgenden Jahren spielte Daedlow anschließend als Stammspieler in der A-Jugend-Regionalliga.
Im November 2018 durfte der robuste Mittelfeldakteur erstmals unter Trainer Pavel Dotchev bei der Profimannschaft des Drittligisten mittrainieren. Im Sommer 2019 rückte er dann aus der Jugend in die zweite Mannschaft der Ostseestädter in die Oberliga auf. Nachdem ihn zunächst ein Mittelfußbruch zurückgeworfen hatte, konnte er im weiteren Saisonverlauf die Verantwortlichen mit sportlicher Leistung überzeugen, ihn zusammen mit Nachwuchsspieler Michel Ulrich im Januar 2020 mit ins Winter-Trainingslager der ersten Mannschaft ins türkische Belek mitzunehmen. In der Folge berief ihn Trainer Jens Härtel auch mehrfach in den Mannschaftskader des Drittligisten. Seinen ersten Pflichtspieleinsatz für die Kogge aus Rostock erhielt er am 7. März 2020 im Landespokal von Mecklenburg-Vorpommern gegen den SV Pastow. Sein Drittliga-Debüt, Daedlow stand in der Startelf, erfolgte zwei Tage nach seinem 20. Geburtstag am vorletzten Spieltag der Saison im Heimspiel gegen den KFC Uerdingen (1:0). Im Juli 2020 entschied sich der 20-jährige Youngster zu seinem ersten Profivertrag und selbigen über zwei Jahre beim FC Hansa.
Daedlow stand in Saison 2020/21 des Öfteren im Kader der Profimannschaft, erhielt aber zunächst Einsätze in der Reservemannschaft in der fünften Liga- der Oberliga Nordost. Am 7. Spieltag schließlich, während des Heimspiels gegen Viktoria Köln (5:1), wurde er in der 75. Minute eingewechselt und absolvierte somit seinen zweiten Einsatz in der 3. Liga. Hansa-Trainer Jens Härtel setzte in weiteren 17 Partien auf die Qualitäten Daedlow´s, drei davon bestritt er über die volle Distanz von 90 Minuten. Nach Beendigung des letzten Spieltages stieg Daedlow am 22. Mai 2021 mit den Hanseaten in die 2. Bundesliga auf.
Um Spielpraxis zu erhalten, verlieh Hansa Rostock Mittelfeldspieler Daedlow für die Saison 2021/22 an den Drittligaaufsteiger TSV Havelse. Dort kam er unter Rüdiger Ziehl auf 23 Drittligaeinsätze und stand 21-mal in der Startelf. Am Saisonende stiegen der Verein wieder in die Regionalliga Nord ab.
Zur Saison 2022/23 kehrte Daedlow nach Rostock zurück und wurde in den Kader der zweiten Mannschaft integriert. Mit dem Team konnte er die Meisterschaft in der Staffel Nord der Oberliga Nordost erreichen. Anfang Mai 2023 wurde der Wechsel zum Greifswalder FC bekanntgegeben. Mit den Vorpommern wurde er  2023/24 Vize-Meister der Regionalliga Nordost und verpasste nur knapp den Aufstieg zur 3. Liga.

## Erfolge
F.C. Hansa Rostock
- Mecklenburg-Vorpommern-Pokal-Sieger: 2020
- Aufstieg in die 2. Bundesliga: 2021

Greifswalder FC
- Mecklenburg-Vorpommern-Pokal-Sieger: 2024